# Fernando López Miras
Fernando López Miras (ur. 4 października 1983 w Murcji) – hiszpański polityk, prawnik i samorządowiec, od 2017 prezydent Murcji.

## Życiorys
Ukończył studia prawnicze oraz studia prawnicze typu MBA. Podjął praktykę adwokacką w Lorce, pracował również jako menedżer w sektorze bankowym. Zaangażował się w działalność polityczną w ramach Partii Ludowej, został sekretarzem generalnym jej organizacji młodzieżowej Nuevas Generaciones w Murcji. W latach 2011–2014 sprawował mandat posła do regionalnego parlamentu, powrócił do niego w 2015. W międzyczasie (2014–2015) pełnił funkcję sekretarza generalnego do spraw gospodarki i finansów we władzach wspólnoty autonomicznej.
W maju 2017 został nowym prezydentem Murcji, zastępując Pedra Antonia Sáncheza. W 2019 i 2023 utrzymywał mandat poselski. W lipcu 2019 i wrześniu 2023 ponownie powoływany na urząd prezydenta Murcji.